# Explosive Car Tuning 16
Explosive Car Tuning 16 is het 16de album uit de collectie van Explosive Car Tuning. In dit album worden vooral hardstyle en jump-muziek gemixt.

## Tracklist

### Disc 1
1. Dj W4cko & Casaya - Fanatic! (4:20)
2. Nikki Bellamammella - Last Rave (4:17)
3. Regi & Tom Helsen - Night And Day (Lethal Mg Remix) (3:47)
4. Mark & A K - Kick That Bass (4:16)
5. Tom Food - Bad Traffic (3:37)
6. Kamiz - Kamiz (Jenny & Tiny Remix) (2:26)
7. Q-Ic & Lethal Mg - 24 (3:39)
8. Dj Marcky - Something For Ya Mind (4:44)
9. Philipe Rochard & Daniele Mondello - Tzunami (4:42)
10. Headhunterz - Hate It Or Love It (3:07)
11. Zappaman - Rude Talk (3:27)
12. Pavo - Elektronik (3:03)
13. Noisecontrollers - Venom (3:29)
14. Zany & Dv8 - Distorted (4:00)
15. Bulldozer Project - Arise (The Beholder & Dj Zany Remix) (5:08)

### Disc 2
1. Nikki Bellamammella - Move Those Feet (4:07)
2. Streetcorps - Bearhug (5:49)
3. Nasty Hairdrier - Concept Of Love (1:48)
4. Fenixx - Tittiedance (3:38)
5. John Low & Guy Smoke - Confusion (5:34)
6. Dj Massiv - WTF (4:25)
7. Demoniak - Volume Pumpin (3:55)
8. George Centeno - Still On Top (Dj Bam Bam Remix) (5:03)
9. Frontliner - Tuuduuu (3:22)
10. Evanti - Just A Phase (4:14)
11. Dark-E - Gods & Symbols (Noisecontrollers Remix) (3:31)
12. A-Drive - Your Life (Jones & B-front Remix) (3:59)
13. Showtek & Mc Dv8 - Born 4 Thiz (3:48)
14. David Sonar - Here We Go Again (5:14)
15. Headhunterz - Forever Az One (3:30)